# Het Element - Taalcentrum
Het Taalcentrum van het Element, tot 2013 COV (Centrale Opvangvoorziening voor Anderstaligen) is een school voor Eerste Opvang Onderwijs (voorheen ISK) in de Nederlandse stad Amersfoort. Leerlingen zijn tussen 12 en 18 jaar en beheersen de Nederlandse taal niet voldoende om in het regulier voortgezet onderwijs mee te kunnen draaien. De school biedt een intensieve cursus Nederlands van een tot twee jaar aan. Van 2004 tot en met 2009 had de school ook een schakelklas voor leerlingen van de basisschool die een taalachterstand hebben. In 2009 is deze schakelklas wegens onvoldoende aanmeldingen gestopt.

## Locatie
Het Taalcentrum is sinds het schooljaar 2006/2007 gevestigd aan de Magnesiumweg 4 te Amersfoort. Daarvoor was het onder de naam COV gehuisvest aan de Beekensteinselaan (1990-1996), Zangvogelweg (1996-2002) en Sweelinckstraat (2002-2006)

## Geschiedenis
Sinds de jaren 70 van de vorige eeuw hadden meerdere scholen voor voortgezet onderwijs een ISK-klas voor de kinderen van buitenlandse werknemers, toen vrijwel uitsluitend nog Turken en Marokkanen.
Het APS heeft in 1990 in een rapport aangegeven dat het noodzakelijk was om een centrale opvang voor allochtone leerlingen in Amersfoort te realiseren.
In augustus 1990 werd gestart op de Beekensteinselaan onder naam COV in het schoolgebouw van de vroegere huishoudschool onder de vleugels van de huidige Meerwegen scholengroep (sinds januari 2023 Meerscholen).
Er werden stedelijk afspraken gemaakt over de doorstroom van allochtonen naar het reguliere voortgezet onderwijs.
En er kwam een convenant tussen gemeente en schoolbesturen.
Bij de start waren de leerlingen vooral kinderen die in Nederland kwamen door gezinshereniging en uitgenodigde vluchtelingen. Maar al snel kwam er een asielzoekerscentrum in Amersfoort en later nog één in Leusden. Er kwamen andere nationaliteiten de school binnen en zij brachten een andere problematiek mee: oorlogsherinneringen, trauma’s, vluchtverhalen, angst en verdriet om achtergebleven familieleden en vrees  voor het afwijzen van de asielaanvraag.

### Doorlopende ontwikkeling
De COV groeide gestaag, van drie klassen in 1990 naar dertien klassen in 2000.
Eind jaren 90 diende zich een nieuwe doelgroep aan, de ama’s (alleen gekomen minderjarige asielzoekers) die gingen wonen in kwe’s, kwg’s en in de asielzoekerscentra.
- kinderwoongroep, 12 tot 18 pupillen in 1 huis, 24 uur begeleiding per dag
- kleine wooneenheid, 4 pupillen in 1 huis, 1 à 2 uur begeleiding per dag, niet in het weekend
- asielzoekerscentrum,1 pupil in 1 kamertje, begeleiding op afroep en 1 keer per 6 weken een gesprek met de voogd

Als gevolg van het asielbeleid van minister Verdonk werd de instroom van asielzoekers kleiner. Voor de school had dit een krimp naar zes klassen tot gevolg, en het ontslag voor meerdere docenten. Wel bleven de gezinsherenigingen gewoon doorgaan, ook bleven Nederlanders een partner halen in het buitenland en sinds 1 mei 2004 komen de arbeidsmigranten uit de nieuwe landen van de Europese Unie.
In de loop der jaren zijn meer dan honderd nationaliteiten de revue gepasseerd. Van 2005 tot januari 2011 was AZC Amersfoort het centrum voor de opvang van uitgenodigde vluchtelingen en kreeg de COV weer leerlingen die na een korte periode mogelijk elders in Nederland gehuisvest worden. Toen was het gemiddeld aantal leerlingen redelijk stabiel (tussen 100 en 130 leerlingen) verdeeld over negen à tien klassen.
In 2011 is de centrale opvang van uitgenodigde vluchtelingen door minister Leers losgelaten. Deze zogenaamde quotumvluchtelingen worden sindsdien rechtstreeks opgevangen in de gemeente die ze opneemt. AZC Amersfoort is hierdoor weer een gewoon AZC geworden en de instroom van leerlingen van het AZC is daarmee onzekerder geworden. Op 1 oktober 2011 bedroeg het aantal ingeschreven leerlingen 107.
Kenmerkend voor dit type onderwijs is het sterk wisselende leerlingaantal gedurende een schooljaar. Leerlingen komen en gaan het hele jaar door.
In 2014 is in Zeist een nieuw AZC geopend als gevolg van de toename van asielzoekers uit met name Syrië en Eritrea. Mede daardoor is het leerlingenaantal weer stijgende (133 in juni 2014, 153 in december 2015)
In 2016 is de instroom van nieuwe leerlingen zo groot geworden (164 leerlingen in januari 2016 met ruim 30 leerlingen op een wachtlijst) dat de maximale capaciteit van het schoolgebouw overschreden wordt. In Amersfoort en omgeving zijn of worden meerdere nieuwe locaties geopend voor de opvang van asielzoekers:
- een woongroep met 12 AMV-ers uit Eritrea in twee woonhuizen in Amersfoort
- een opvanglocatie van het Centraal Orgaan opvang asielzoekers (COA) voor uiteindelijk 118 AMV-ers op het terrein van zorginstelling Zon en Schild
- AZC Amersfoort krijgt een uitbreiding met 500 plaatsen voor asielzoekers die nog in een procedure zitten
- plannen voor een tweede AZC in Amersfoort
- Leusden opent weer een AZC

Vanwege de onstuimige groei werd in februari 2016 een tweede taalcentrum gestart in de wijk Nieuwland met een maximale capaciteit van 120 leerlingen. Taalcentrum 2 (TC2) werd een zelfstandig draaiende organisatie met een eigen afdelingsleider, maar qua onderwijsstructuur een spiegeling van Taalcentrum 1. 
In juli 2017 is een piek in het leerlingaantal van het Taalcentrum bereikt met 333 leerlingen. Sindsdien is het aantal asielzoekers gedaald en per 31 juli 2019 sloot de tweede locatie.